# Departamento Itapúa
Itapúa ist ein Departamento in Paraguay, es ist einer von insgesamt 17 Verwaltungsbezirken. Es wird im Norden begrenzt von den Departamentos Caazapá und Alto Paraná, im Westen durch das Departamento Misiones und im Süden und Osten durch den Río Paraná, auf dessen anderer Seite sich die argentinische Provinz Misiones befindet.

## Bevölkerung
Die ersten Bewohner dieser Region waren die Guaraní, der Name Itapúa könnte sich demnach von den Guaraní-Vokabeln Itá Púa (aufgerichteter Stein) oder Itá Púva (klingender Stein) herleiten.
Heute leben in Itapúa neben den Nachfahren der Guaraní und der spanischen Einwanderer auch die Nachkommen zahlreicher anderer Nationen. So sind die Distrikte Bella Vista, Capitán Meza, Hohenau, Nueva Alborada und Obligado Kolonien deutscher Einwanderer, und die Distrikte Fram, La Paz und Pirapó wurden von Japanern gegründet.
Etwa 60 Prozent der Bevölkerung lebt in den Distrikten Encarnación, San Pedro del Paraná, Tomás Romero Pereira, Edelira, Natalio, Capitán Meza, San Rafael del Paraná, Alto Verá und Coronel Bogado. Zwischen 1982 und 1992 wurde ein Bevölkerungswachstum von 3,6 Prozent verzeichnet.

## Natur
Im Norden von Itapúa erstreckt sich der südliche Teil des Nationalparks San Rafael über die Distrikte San Rafael del Paraná, Tomás Romero Pereira, Edelira, Itapúa Poty, Alto Verá und San Pedro del Paraná. Der nördliche Teil gehört zum Departamento Caazapá.

## Kultur
In den Distrikten Jesús und Trinidad befinden sich Ruinen ehemaliger Jesuitenreduktionen. Sie wurden am 11. Dezember 1993 von der UNESCO zum Weltkulturerbe erklärt. Eine weitere Reduktion ist in San Cosme y Damián zu finden.

## Distrikte

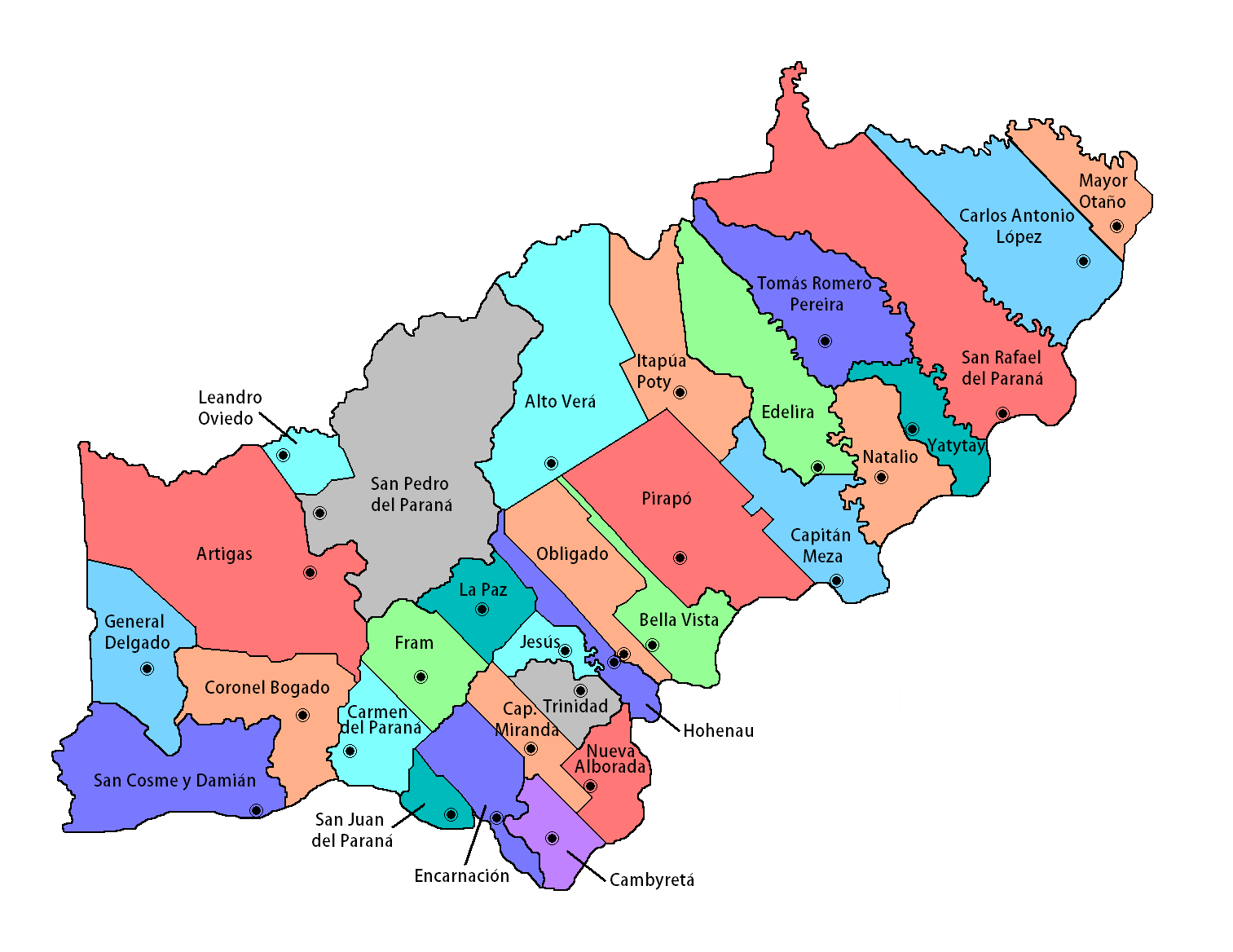

- Alto Verá
- Bella Vista
- Cambyretá
- Capitán Meza
- Capitán Miranda
- Carlos Antonio López
- Carmen del Paraná
- Coronel Bogado
- Edelira
- Encarnación
- Fram
- General Artigas
- General Delgado
- Hohenau
- Itapúa Poty
- Jesús
- José Leandro Oviedo
- La Paz
- Mayor Julio D. Otaño
- Natalio
- Nueva Alborada
- Obligado
- Pirapó
- San Cosme y Damián
- San Juan del Paraná
- San Pedro del Paraná
- San Rafael del Paraná
- Tomás Romero Pereira
- Trinidad
- Yatytay